# Väiku-Ruuga
Väiku-Ruuga – wieś w Estonii, w prowincji Võru, w gminie Rõuge.